# Guillaume de Varax
Pour les articles homonymes, voir Varax.
Guillaume de Varax, mort le 11 avril 1466 à Lausanne, est un prélat, évêque de Belley et de Lausanne au XVe siècle. 

## Biographie
Il est fils d'Estienne de Varax, chevalier seigneur de Romans et de Saint-André-en-Bresse, et de Claudine de Saint-Amour.
Guillaume est membre des bénédictins, et devient prieur de Fréterive en 1440, puis abbé de Saint-Michel en 1446. Guillaume est élu évêque de Belley en 1460, sous le nom de Guillaume IV. Il est transféré ensuite au diocèse de Lausanne en 1462, contre la volonté du duc de Savoie.